# フィニステール県
フィニステール県（フィニステールけん、フランス語:Finistère、ブルトン語:Penn-ar-Bed）は、フランスのブルターニュ地域圏の県である。

## 歴史
フランス革命中の1790年3月4日、アンシャン・レジーム時代の州であるブルターニュが分割されて誕生した。旧コルヌアイユ司教区の西部、旧レオン司教区全体、旧トレゴール司教区西部、ブロエレック地方の一部（カンペルレ東部にあるアルザノ、レデネのコミューン）から構成される。1857年にはモルビアン県からロキュノレを獲得した。県設置後に併合が実現したのはこの時のみで、他のコミューンが地理的、言語的、歴史的経緯からフィニステールへの併合を求めた動きは無駄に終わった（かつてのグランのセネシャル管区であったグラン、ル・ファウエなど、旧コルヌアイユ司教区に属していたコミューン）。
1851年12月2日のクーデターで政権を奪ったナポレオン3世は、カトリック信仰が強く保守的で王党派であるフィニステール県で広く支持された。

## 地理
県の名称はその地理的状況に由来する。ロクマゼにあるベネディクト会派修道院がラテン語でde fineまたはfinibus terræ（いずれもフランス語では la fin de la terreとなり、地の果てを意味する）と呼ばれていることを思い起こさせる。フランス北西部に突き出たブルターニュ半島の先端部を占め、イギリス海峡に面している。フランス本土では最西端の地域である。283あるフィニステール県のコミューンのうち実に118が海に面したコミューンである。海岸線は1250kmになり、フランス全体の海岸線の1/4を占めている。海岸線は切り刻まれたように出入りが激しく、多くの岬や湾、半島、フィヨルドに似たリアス式海岸があり、その景観の顕著な特徴となっている。県北西端から伸びるコルサン岬は、フランス最西端の場所である。その数マイル南には、わずかに西へ伸びる距離が足りないが、厳しい環境にさらされ孤立しているラ岬がある。
潮間帯が特に大きく、県全体での干潮時と満潮時の差は275km²にもなる。

### 気候

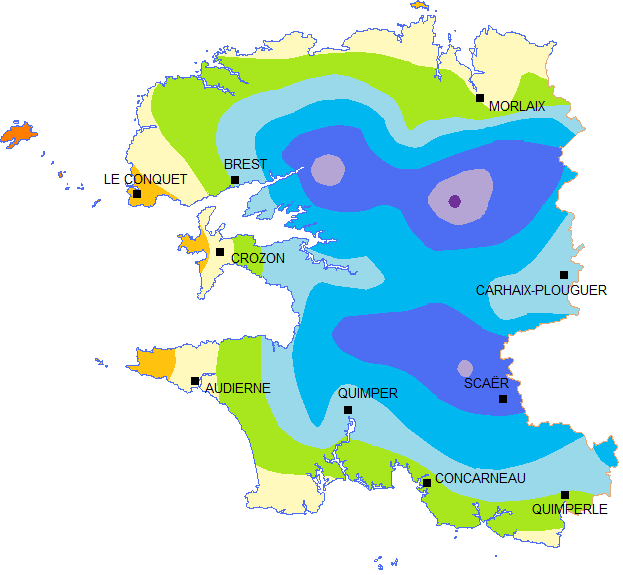
1997年から2006年までのフィニステール県の年間降雨量グラフ

フィニステールはメキシコ湾流と大西洋の影響を受ける海洋性気候である。その特徴として、冬は穏やかで夏は涼しい。降雨量はかなり豊富で年間を通じてあるが、冬期の降雨量が最大である。降雨量は内陸やその周辺ほど多い傾向にある。ウェサン島の年間降雨量は800mmを下回るが、アレ山地の山々では1500mmを超える。霜や雪は特に島嶼部で希となる。風の存在がこの気候の特徴である。

### 地形
フィニステール県の最も目立つのは、侵食に対して耐性のある砂岩、珪岩、そして花崗岩である。標高400mを超えることはなく県の標高は総じて低いが、その斜面の力強さと非常に荒涼とした頂上の風景から、山々という価値を与えられている。レオン高原の南側とシャトーラン盆地の南側、オデ川谷の北は、ノワール山地と呼ばれている。ノワール山地から西側へ抜けると、標高330mのメネゾム山とロクロナン山地（標高284m）が孤立した姿でたっている。

### 河川

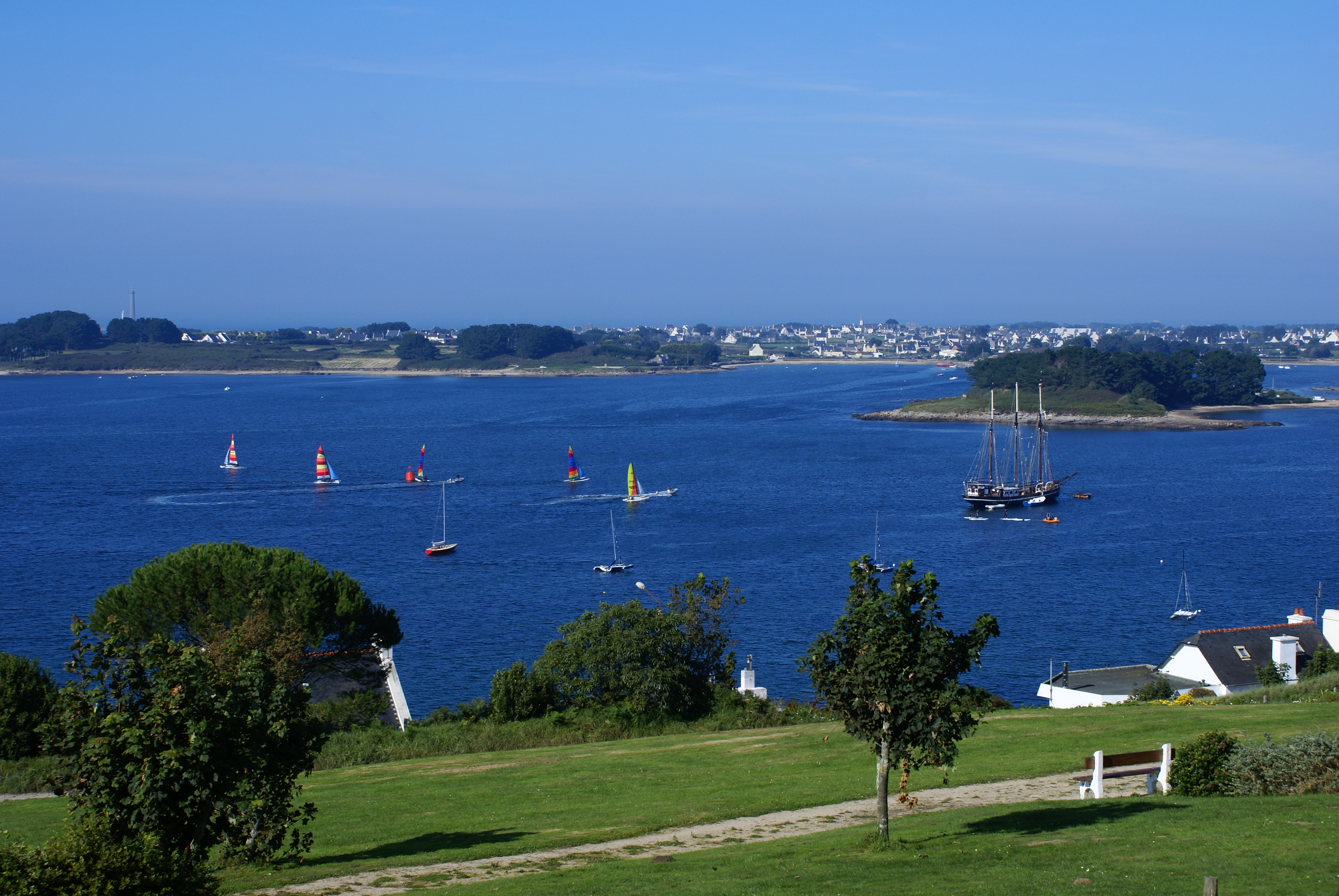
アベール・ヴラク

フィニステール県は、小さな河川の密集したネットワークを持つ多くの沿岸河川によって水が排水される。最も重要なのはオーヌ川で、北をアレ山地、南をノワール山地に挟まれた県中央部の広大なエリア、一般的にシャトーラン盆地と呼ばれる低地を形成する。県南部にはエレ川、アヴェン川、ベロン川、モロ川、オデ川、ポン＝ラベ川、ゴワイヤン川がある。北にはエロルン川、アベール・ブノワ、ペンゼ川、ドゥロン川がある。これらの河川は小さいものの、深い川谷を形成する。これら河川の下流域では更新世後期に海進が起こって海水が入り込み、大地に深く切り込んだ、絵のように美しい、海が侵食した谷となっている。レオン地方の言葉でaber（アベール）とは、一般的に川を意味するのに用いられる。このようにフィニステール県沿岸は出入りが激しい。フィニステール県の水の流出曲線指数は常に高い（カンペールにおけるオデ川で年間758mm、プルエデルンにおけるエロルン川で年間679mm）。その理由は、降雨量が豊富なことと、山地の斜面が急であるからである。

## 政治

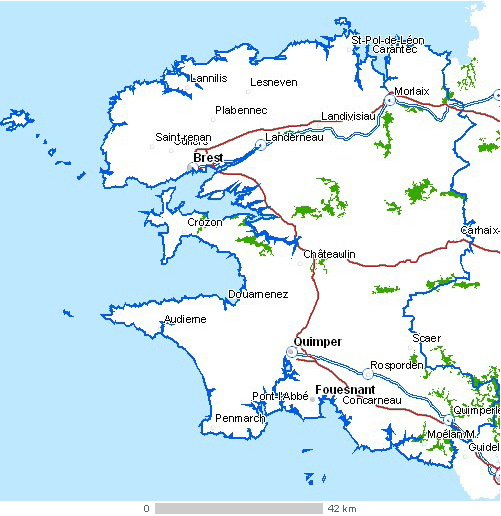
フィニステール県

1998年より、フィニステール県知事はフランス社会党のピエール・マイユ（fr、元ブレスト市長）が務めている。
フィニステール県人の投票傾向は近年ますます左派寄りとなっているが、県内のエリアによってその投票傾向は異なっている（多少なりとも地方によって区別できる）。地方において異なる政治的傾向は、全体的または一部が、現在の経済活動や、信仰と政治的志向の協力関係と密接につながっている。
県北部、かつてのレオン司教区に相当する地域は、ブレスト都市圏を除いて、伝統的に総じて保守的で国政選挙において右派に投票する傾向にある。県東部、かつてのトレゴール司教区やポエルといった地域では、明らかに左派支持に固定されており、モルレー地域ではフランス社会党が優勢であり、カレ＝プルゲール地域はフランス共産党の強力な砦である。県南部、コルヌアイユ司教区に相当する地域は、ブルターニュで最も政治志向が不安定とみなされている。カンペール、ドゥアルヌネ、シャトーランといったコミューンで頻繁に左派から右派、右派から左派の交替が行われるからである。
2012年フランス議会総選挙において、フィニステール県選挙区からは国民議会議員に8人の左派政治家が選出された。これはフランス第五共和政が始まって以来、フィニステールで初めてのことである。内7人がフランス社会党所属で、1人が左派諸派である。2007年フランス議会総選挙の際は、左派議員は5人で、3人が右派であった。男性議員4人、女性議員4人という構成となっている。県選出の国民議会議員、マリリーズ・ルブランシュは2012年に当時のジャン＝マルク・エロー政権の国家改革・地方分権・公務員省担当大臣になった。

### 行政区画

フィニステール県

フィニステール県は4つの郡、54の小郡、283のコミューンを持つ。県都はカンペールである。最も人口が多いのはブレストで、最大の面積を持つのはスケールである。島そのものがコミューンとなっているのは4箇所で、イル＝ド＝バ、イル＝ド＝サン、イル＝モレーヌ、そしてウェサン島である。一方でグレナン諸島は行政上はフエナンに属し、イル＝テュディはその名にかかわらず島ではない。
- カンペール郡 - 南部。17の小郡および82のコミューンがある。面積は2 202 km2で、人口は約31万人。
- ブレスト郡 - 北西部。20の小郡と80のコミューンがある。面積は1 408 km2で、人口は約36万人。
- シャトーラン郡 - 中央部。7の小郡と61のコミューンがある。面積は1 804 km2、人口は約84000人。
- モルレー郡 - 北東部。10の小郡と60のコミューンがある。面積は1 319 km2、人口は約126,000人。

かつては5番目の郡としてカンペルレ郡があったが、1926年に廃止されている。

## 人口統計

2007年における人口密度のグラフ

1850年代、多くのフィニステール県人が職を求めて移住を強いられた。パリ、そしてフランス西部の都市レンヌやナント、港湾都市ル・アーヴル、トゥーロンが人気の移住先であった。現在、フィニステール県人は出身県へのUターンを希望する傾向にある。不動産価格が高いパリ大都市圏にひかれる傾向は減っている。
県人口の大半が都市に集中している。人口の都市集中率は実際に73%に達している。ブレスト都市圏はおよそ21万人、カンペール都市圏はおよそ8万人を抱える。人口が沿岸に近い地域に集中する一方で、内陸（アレ山地およびノワール山地）では人口密度が非常に低く、明らかな人口流出のために20世紀は人口が大幅に減少した。2009年1月1日時点の県人口は893 914人である。国内でも人口の多い県の1つで、国内24位の人口を持つ。
| 1962年  | 1968年  | 1975年  | 1982年  | 1990年  | 1999年  | 2009年  | 2010年  |
| ------- | ------- | ------- | ------- | ------- | ------- | ------- | ------- |
| 749,558 | 768,929 | 804,088 | 828,364 | 838,687 | 852,418 | 893,914 | 897,628 |

1962年以降二重カウントなし

## 経済
フィニステール県は農地が占める割合が高い。人口のほぼ36%が都市圏外で生活している。県面積の2/3（63%）におよぶ農地を持つ。およそ11,000の農場があり、農業従事者は約26,000人である。県の農業は主として家畜の生産である。飼料や穀物の生産も家畜飼育に関連がある。フィニステール県北部は、新鮮な野菜や新ジャガイモの生産で知られる。
2003年におけるフィニステール県の海洋漁獲高は66632トンにのぼり、競りで2億ユーロの利益を生み出した。漁獲類の供給量は国内供給の1/3を生み出しており、ヨーロッパ漁業においてブルターニュは第一の地である。
第二次産業を代表するのは強力な食品加工業（第二次産業の雇用の約40%を生み出す）、国防に関連した電機工業である。
第三次産業は、ルクレールのような地元に本社のある小売業、沿岸部で盛んな観光業、都市圏で広く扱われる行政職に下支えされている。
フィニステール県ではこれ以外にロング島の原子力潜水艦基地、ランヴェオック＝プルミック海軍航空基地やランディヴィジオ海軍航空基地などに代表される海軍の存在が大きく、パリに本社を置くナバル・グループと同様に軍事関連産業が県内の人口の多くの雇用を生み出している。

## 言語
かつて、ブルターニュではいくつかのブルトン語方言が話されていた。そのうち、県面積の1/3に相当する北部で話されているのがレオン方言、県面積の2/3に相当する南部で話されているのがコルヌアイユ方言である。トレゴール方言やヴァンヌ方言はモルレー東部やカンペール周辺でわずかに話されている。これら異なる方言に、明確な言語境界線は現実には存在しなかった。むしろ地域レベルではなく、各教区ごとや、出身の教区が異なるという理由からの小規模な差異で、言語の相互理解をより複雑なものにしていた。都市のみで話されるフランス語の方言があるほどで、カンペールではフランス語のカンペール方言がある。
今日では住民の大部分がフランス語を話す。しかしいまだにフィニステールはブルターニュにおいてブルトン語が優勢な県である。1999年にINSEEが行った家族史研究における調査結果で、フィニステール県の18歳以上の住民の132,000人以上が、自らをブルトン人であると回答したことにも表れている。他の例として、2005年9月の新学期時点で、4333人の児童が二言語教育の小学校に在籍していた。また、2002年から2003年にかけ公立小学校でブルトン語を学んだ児童は7600人以上、中等学校でブルトン語を学んだ生徒は1800人以上だった。

## 文化
フィニステール県の夏のハイライトの一つは、7月半ばにカレ＝プルゲールで開催されるヴィエイユ・サリュ祭である。
フィニステール県の景観の一つは、その宗教遺産である。県の至る所に、ケルトの影響が色濃い装飾を施された十字架や、礼拝堂が散らばっている。コミューンは、宝物を所有する教会をしばしば抱えている。

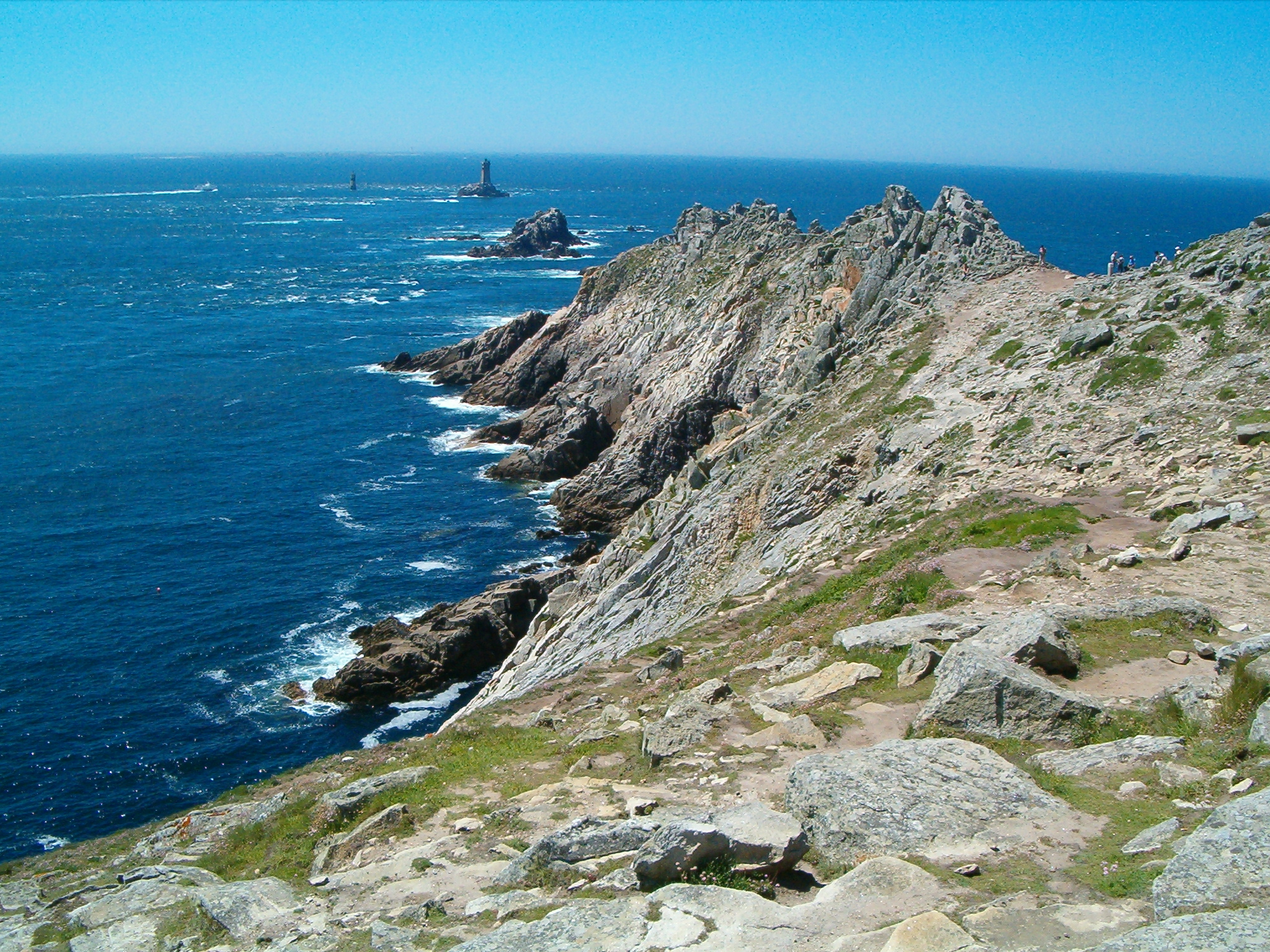
ラ岬
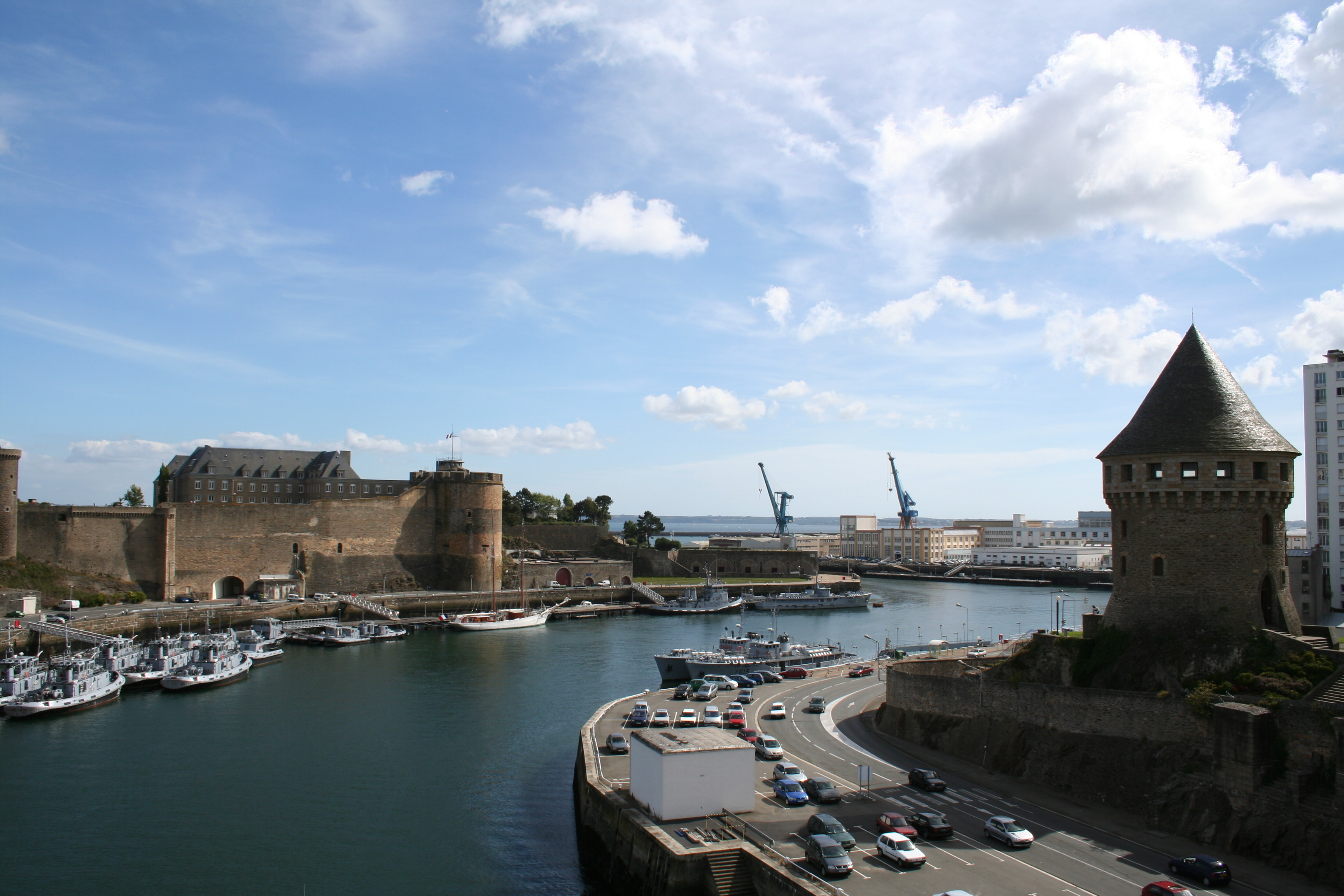
ブレスト城
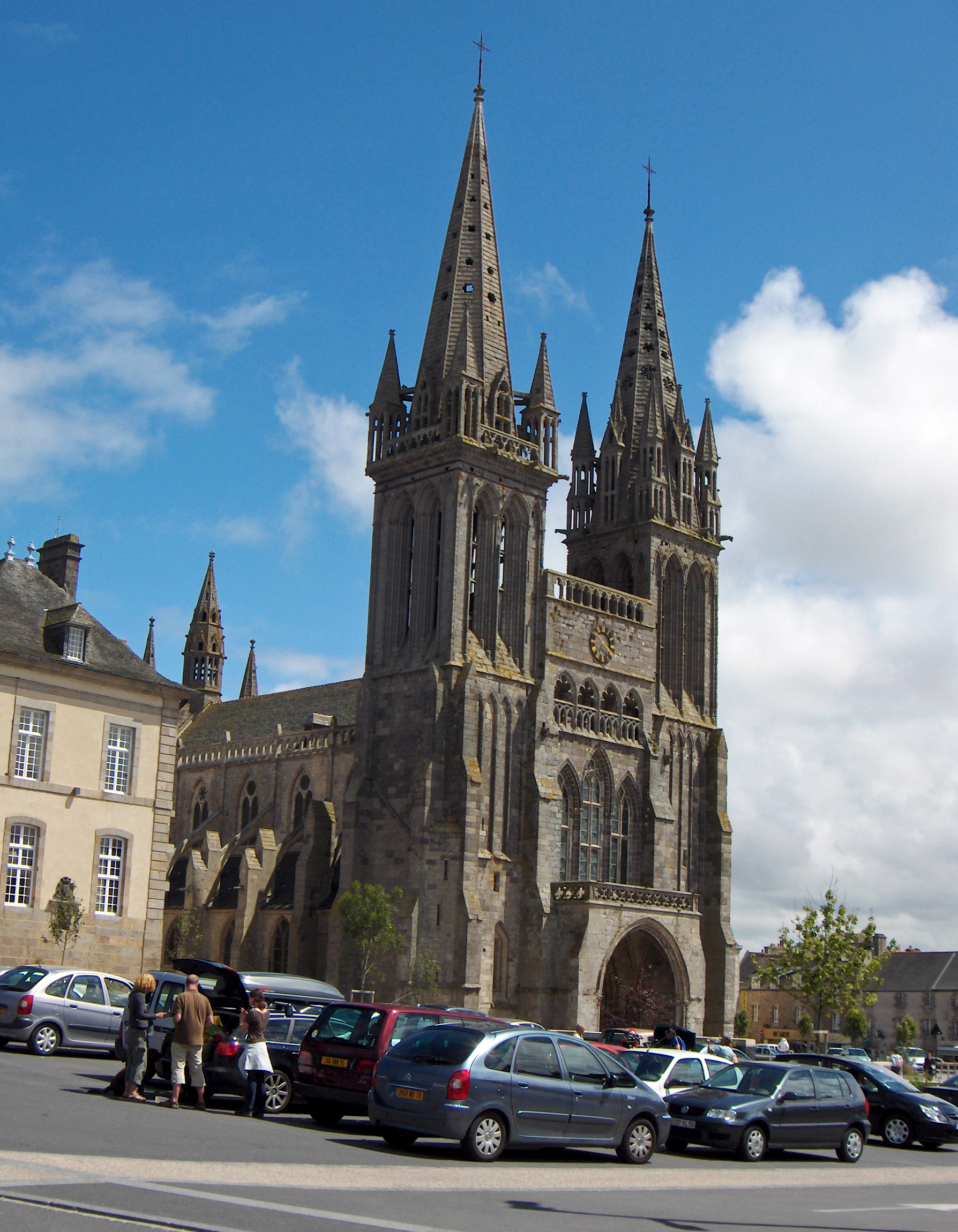
サン＝ポール＝オレリアン大聖堂
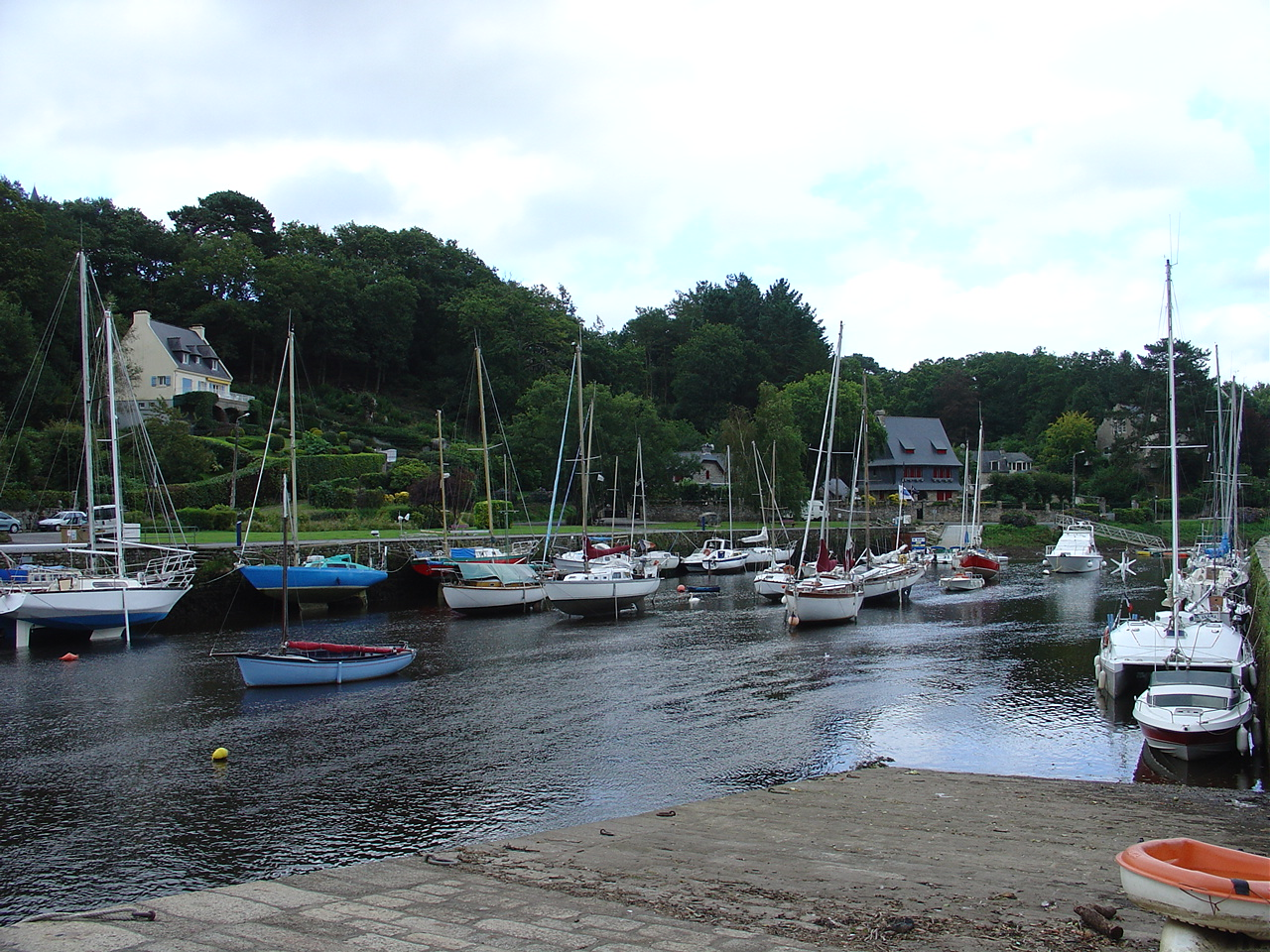
ポン＝タヴァン